# Mantodea
Mantoptère
Ordre
Les Mantodea (Mantoptères en français) sont un ordre d'insectes qui contient 29 familles, 436 genres et plus de 2 400 espèces. Les membres de cet ordre se retrouvent dans les régions tempérées et tropicales. La plupart des espèces font partie de la famille des Mantidae.
Créé par les classifications phylogénétiques récentes, il constitue, avec l'ordre des blattoptères (Blattodea), le super-ordre des Polyneoptera.

## Systématique
L'ordre des Mantodea a été décrit par l'entomologiste argentin Hermann Burmeister en 1838.
Le nom « mante » provient du grec μάντις (mantis) « prophétesse, devineresse » qui désignait déjà cet insecte du temps de Théocrite (IIIe siècle av. J.-C.). C'est sans doute son attitude hiératique qui a donné ce nom à cet insecte, la tradition chrétienne ayant ajouté au nom mante l'adjectif « religieuse » caractérisant sa position d'attente semblable à un moine en prière.

## Morphologie
Chez les Mantodea, la tête est de forme triangulaire et les yeux sont largement espacés. Ces derniers sont dominants et ils offrent un large champ de vision. Chez certaines espèces, ils peuvent être composés d'un nombre allant jusqu'à 10 000 ommatidies. Ils ont une bonne vision de près et peuvent détailler les objets jusqu'à vingt mètres. La tache sombre sur l'œil se nomme pseudopupille. Les pièces buccales sont de type broyeur et elles se retrouvent à l'avant de la tête. Chez certaines espèces, la tête est capable de tourner sur près de 180 degrés.
Les mantes possèdent des pattes préhensibles ravisseuses ou raptoriales. Elles s'en servent pour capturer et maintenir leur proie. Le fémur et le tibia sont pourvus d'épines précédées de tubercules semblables à des dents. Les pattes antérieures possèdent un tarse délicat segmenté en quatre ou cinq segments et qui se termine avec deux griffes.
Le thorax de la mante se compose du prothorax, du mésothorax et du métathorax. À l'exception du genre Mantoida, tous les Mantodea ont un prothorax plus allongé que les deux autres segments thoraciques. Le prothorax est également très flexible et permet une grande liberté de mouvement à la tête et aux pattes antérieures.

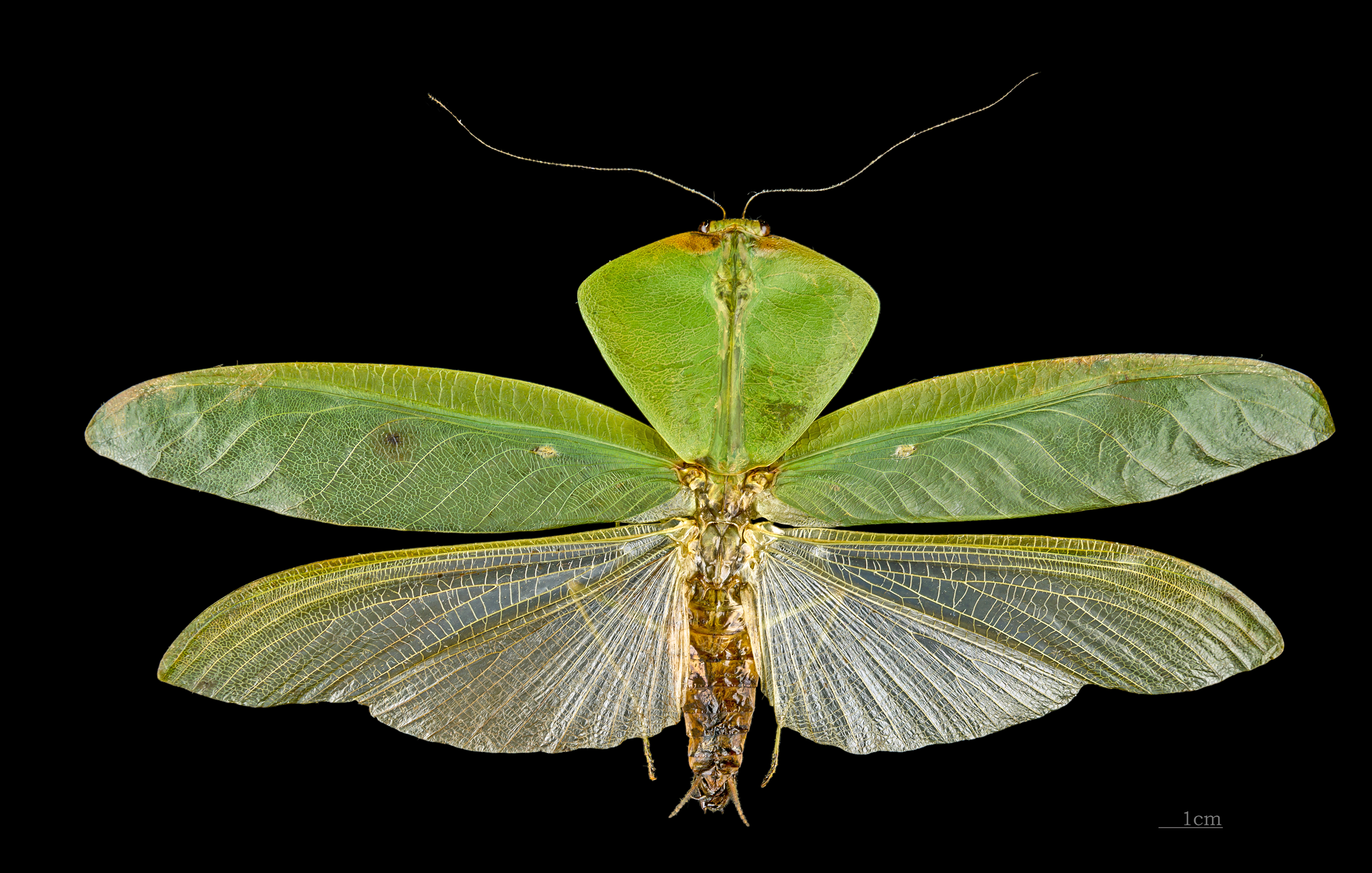
Ailes déployées chez Choeradodis stalii.

Au sein de l'ordre, la longueur des ailes est très variable. Les ailes sont composées de deux ensembles : les ailes antérieures et postérieures. Les antérieures sont généralement droites, opaques et coriaces. Elles permettent le camouflage par leur coloration et leur texture et elles protègent les ailes postérieures. Ces dernières sont plus larges, plus délicates et transparentes. Elles sont les principales responsables du vol, lorsqu'elles en sont capables. Les ailes peuvent également servir à impressionner les femelles ou à effrayer les prédateurs. La plupart des femelles sont trop lourdes pour voler.
Chez les mantes, l'abdomen se compose de dix tergites (segments dorsaux) et de neuf sternites (segments ventraux) visibles chez le mâle et de sept chez la femelle. Les abdomens du mâle et de la femelle ont des formes différentes. Chez le mâle, il est fin et délicat tandis que chez la femelle il est épais et plus lourd. Celui-ci contient les organes nécessaires à la fabrication de l'oothèque. L'abdomen des deux sexes se termine par une paire de cerques.

## Reproduction et développement

### Cannibalisme sexuel

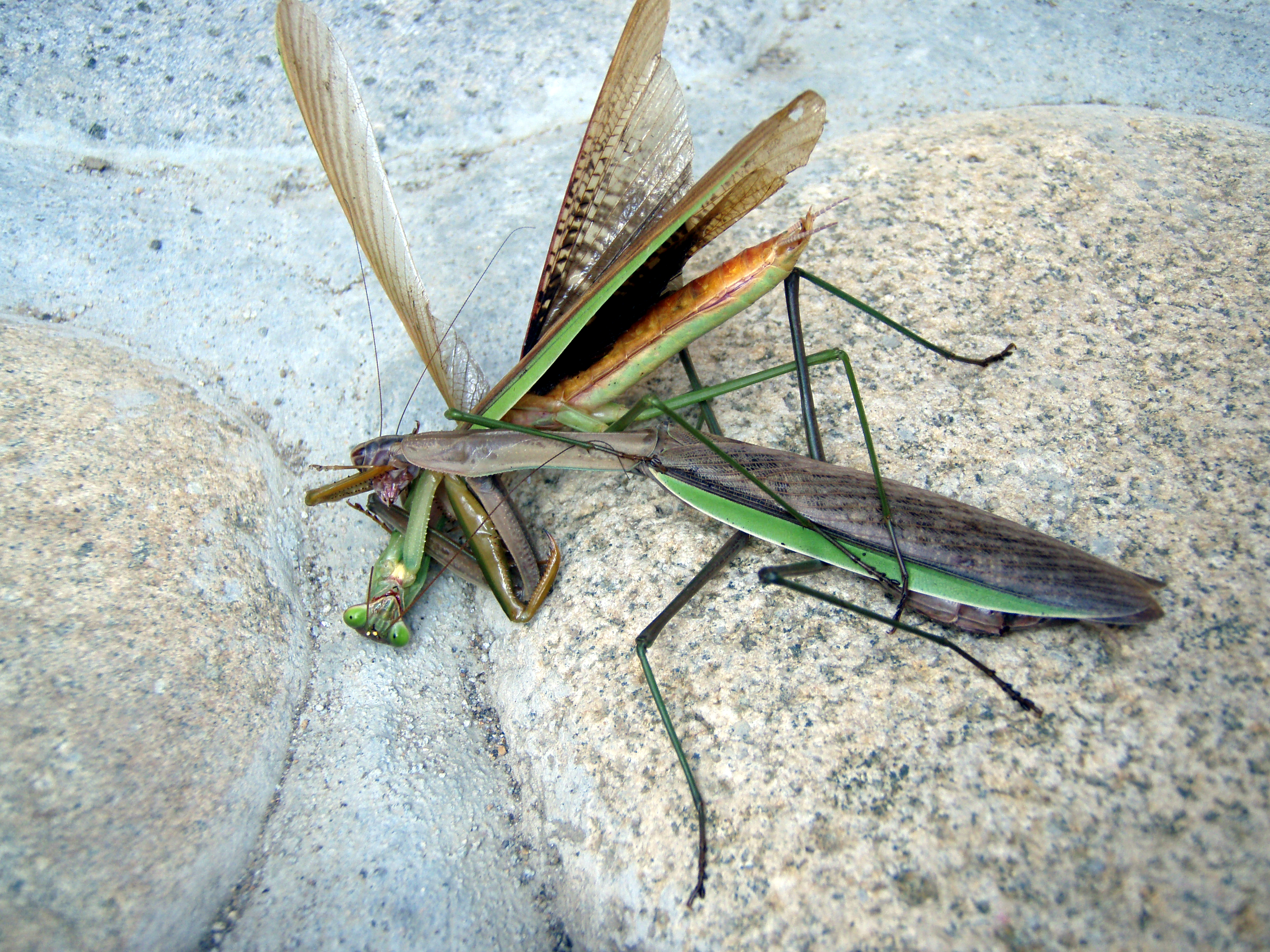
Cannibalisme chez Tenodera aridifolia.

Le cannibalisme sexuel (en) est fréquent chez un grand nombre d'espèces de mantes. Ce comportement a été observé en captivité et dans la nature. En général, la femelle débute par la tête du mâle, comme elle le fait avec une proie régulière. Dans certains cas, le mâle peut devenir encore plus vigoureux et cela provoque un meilleur transfert du sperme à l'intérieur de la femelle.
La raison du cannibalisme sexuel a longtemps été débattue et certains pensent qu'il s'agit du résultat de la sélection naturelle. Il semblerait que les mâles qui se font dévorer ont un accouplement beaucoup plus long et améliorent ainsi leurs chances de féconder les œufs. Une autre étude semble démontrer que les mâles craignent les femelles affamées. En les évitant, ils ont la possibilité de s'accoupler avec plus de femelles. Il semblerait que les femelles affamées attireraient moins de mâles que les femelles bien nourries. C'est à la fin de l'accouplement, lors de la séparation des pièces génitales, que le mâle est plus enclin à devenir la victime du cannibalisme. L'augmentation de la durée de l'accouplement a peut-être été influencée par le fait que les mâles attendraient un moment plus opportun pour se retirer.

### Accouplement et ponte

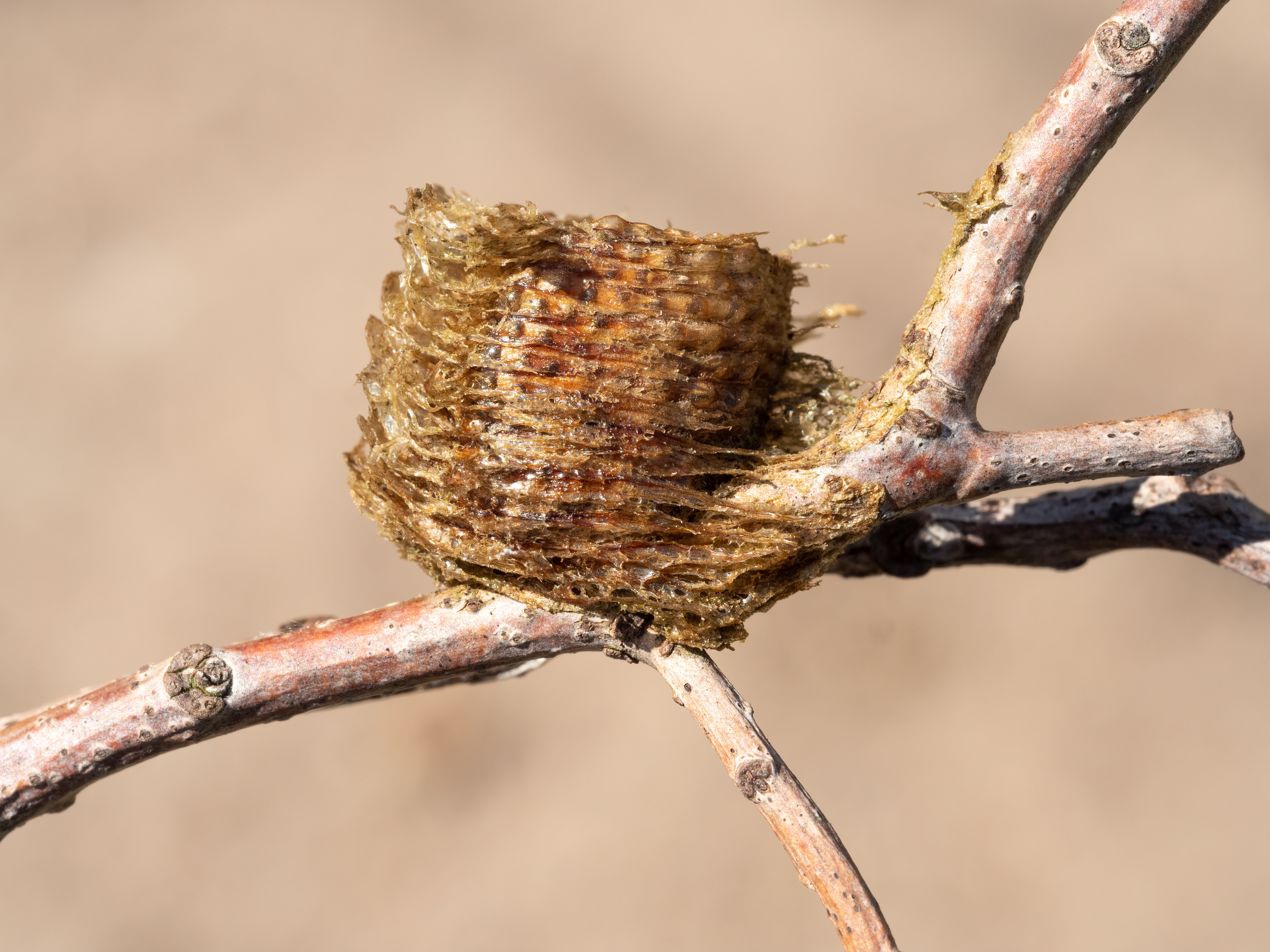
Œuf d'insecte Mantodea au Marine Park (Brooklyn park) (avril 2020).

Dans les climats tempérés, la période de reproduction commence généralement à la fin de l'été. Lorsqu'un mâle trouve une femelle réceptive, il grimpe sur son dos et agrippe les ailes et le thorax de celle-ci avec ses pattes antérieures. Il cambre alors son abdomen pour le connecter avec le bout de celui de la femelle. Le sperme est ensuite transféré dans une chambre spéciale appelée spermathèque.

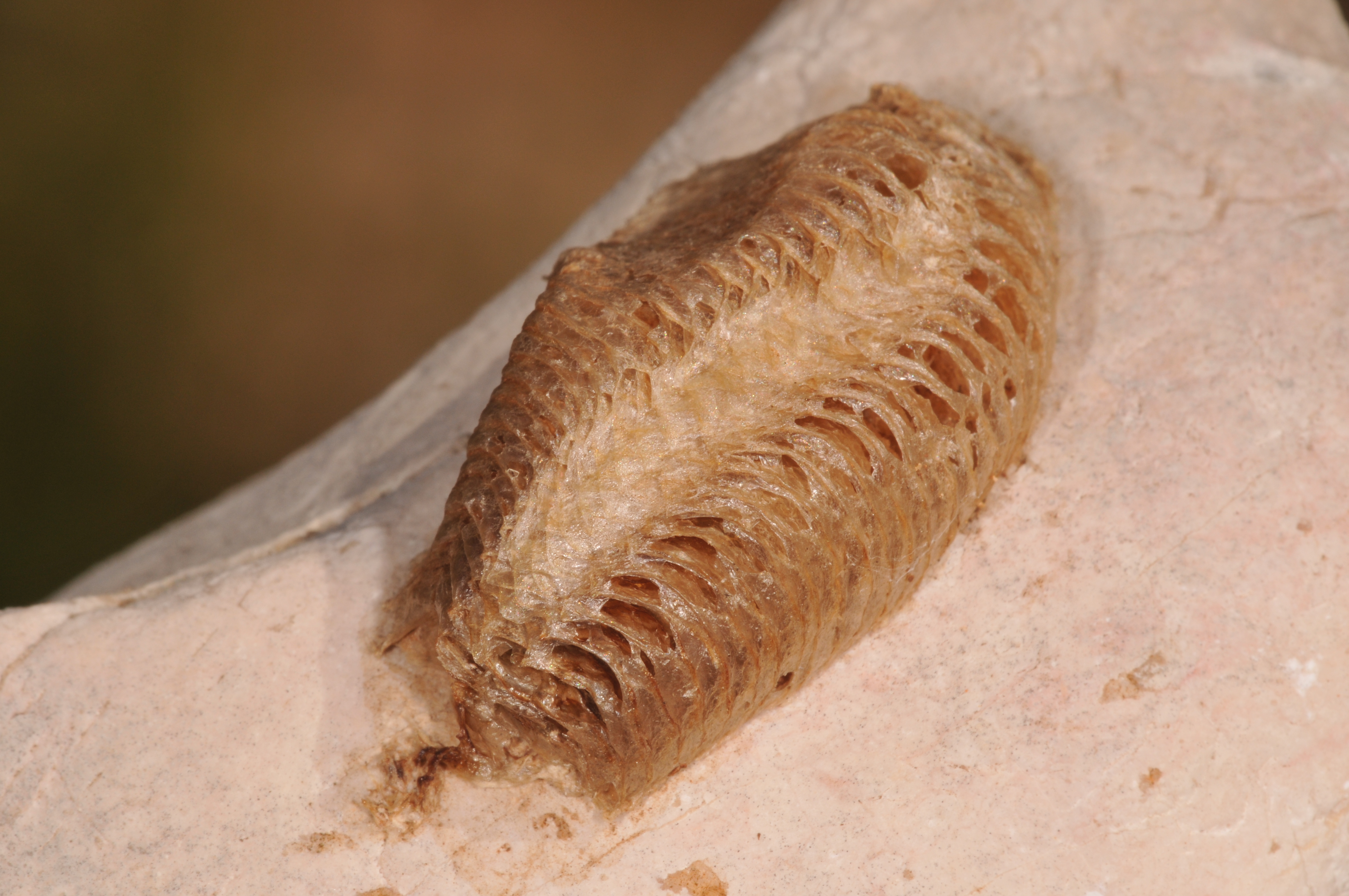
Oothèque de Mantodea.

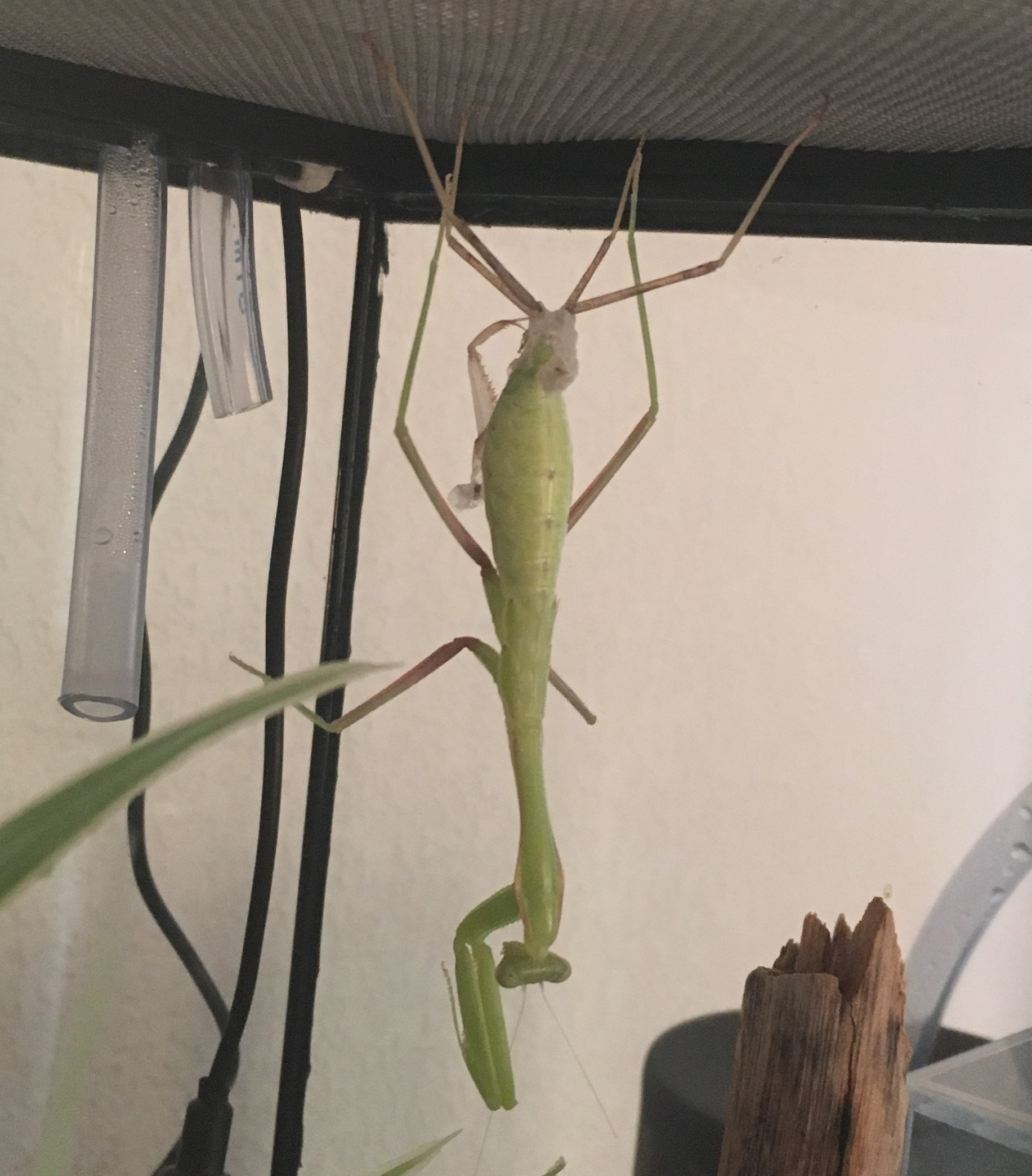
Sphodromantis lineola en pleine mue.

Selon les espèces, la femelle pond entre 10 et 400 œufs. Ceux-ci sont déposés dans une masse mousseuse qui est produite par des glandes spécialisées positionnées dans l'abdomen. Cette mousse durcit et devient une capsule protectrice. L'ensemble (la capsule et les œufs) est appelé une oothèque. Certaines mantes fixent l'oothèque sur une surface plane, l'enroulent autour d'une plante ou même le déposent directement sur le sol. Chez certaines espèces, la femelle garde l'oothèque pour améliorer les chances de survie de sa progéniture. Plusieurs oothèques peuvent être pondues par la même femelle allant jusqu'à une douzaine dans certains cas (surtout en captivité).

### Développement et longévité
Les membres de cet ordre ont un développement hémimétabole qui se déroule en trois étapes principales : l'œuf, la nymphe et l'adulte. La nymphe est relativement similaire à l'adulte. Elle est cependant plus petite, ses ailes ne sont pas développées et ses organes sexuels ne sont pas encore à maturité. Dans certaines cas, elles ont une coloration différente des adultes. Au cours de sa croissance, la nymphe augmente en taille et mue entre cinq et 10 fois. Elle ressemblera de plus en plus à l'adulte et c'est à la dernière mue, que les ailes finissent par se déployer complètement (chez les espèces à longues ailes).
Chez certaines espèces tropicales, la longévité est d'environ 10 à 12 mois à l'état sauvage et parfois plus de 14 mois en captivité. Dans les régions tempérées, les mantes adultes meurent lorsque les températures baissent à l'approche de l'hiver. L'oothèque passera l'hiver sous la couche de neige et les petits émergeront au printemps suivant.

## Écologie et comportements

### Alimentation

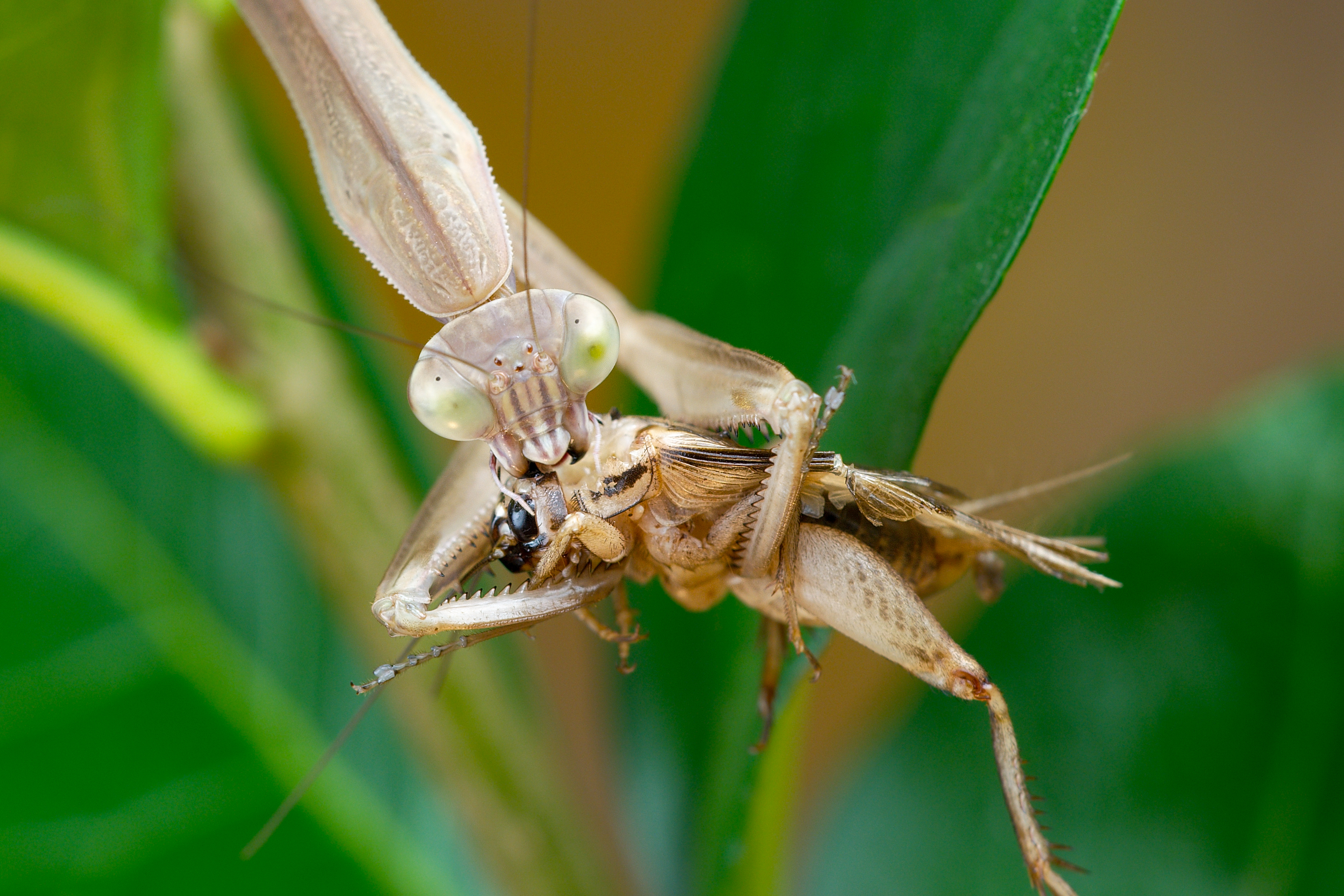
Tenodera sinensis mangeant un grillon.

La plupart des mantes sont exclusivement des prédatrices généralistes. Elles se nourrissent d'autres insectes et la composition de leur régime alimentaire varie avec l'âge. Chez la nymphe de premier stade, l'alimentation se compose de petits diptères et d'autres minuscules invertébrés. Le cannibalisme entre frères et sœurs est très fréquent à ce stade. Au cours de la croissance, la taille des proies augmente. Au dernier stade, le régime alimentaire se compose essentiellement d'insectes (criquets, sauterelles, chenilles, papillons, punaises, blattes, mouches, coléoptères adultes, abeilles, guêpes, etc.) ou d'autres petits arthropodes, mais les grandes espèces peuvent s'attaquer à de petits scorpiones, des centipèdes, des araignées, des lézards, des grenouilles, des souris et même des Colibris.
Dans la littérature, on retrouve quelques cas de mantes qui s'alimentent également de pollen. Il semblerait que cet apport leur permet d'améliorer leur survie, leur croissance et leur fécondité. En laboratoire, les nymphes de premier stade qui étaient alimentées avec du pollen juste après l'éclosion avaient plus de chances de survie en l'absence de proie. De plus, les adultes qui se nourrissent d'insectes chargés de pollen auraient une meilleure fécondité.

### Comportement de chasse
La majorité des mantes sont des prédatrices embusquées mais certaines espèces terrestres et arboricoles poursuivent activement leurs proies. Par exemple, les mantes des genres Entella, Ligaria et Ligariellea courent sur le sol sec à la recherche de proie, un peu comme le font les cicindèles.
Chez les espèces embusquées, les mantes se camouflent et passent de longues périodes debout et parfaitement immobiles. Elles attendent patiemment que leur proie soit à leur portée et lorsque c'est le cas, elles déploient rapidement leurs pattes ravisseuses sur elle. La vitesse d'attaque peut être remarquable et elle est variable d'une espèce à l'autre. La mante tient habituellement sa proie avec l'une de ses pattes ravisseuses entre la tête et le thorax et l'autre sur l'abdomen. Ensuite, si la proie ne résiste pas, la mante la dévore vivante. Elle la mastique à l'aide de ces pièces buccales du type broyeur.

### Défense et camouflage

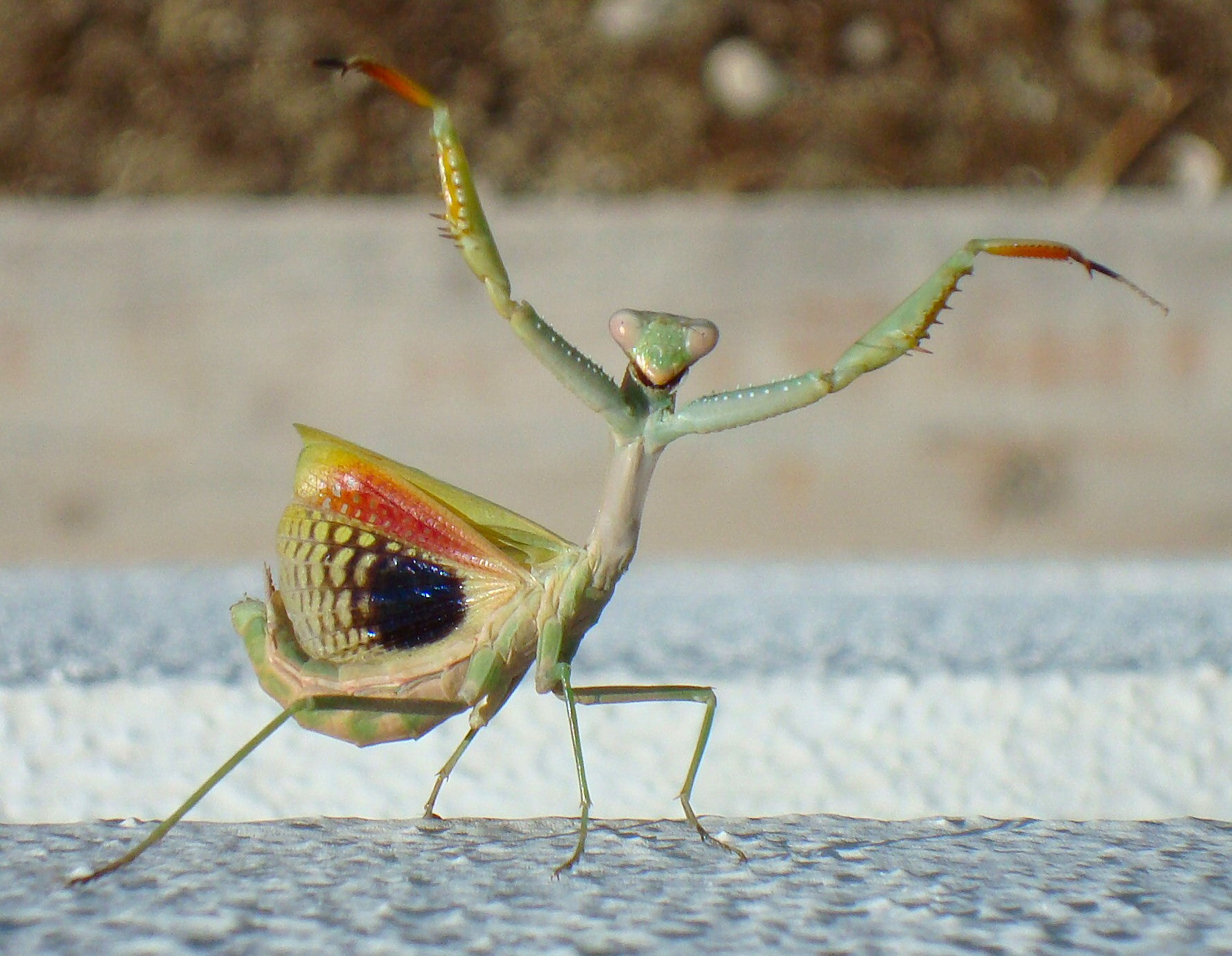
Position de défense chez une femelle Iris oratoria.

En cas de confrontation directe, certaines espèces se dressent, se balancent de gauche à droite, lèvent leurs pattes ravisseuses et créent un éventail avec leurs ailes. Cette position rend la mante plus large et elle semble beaucoup plus menaçante. De plus, dans le but d'impressionner davantage, certaines espèces ont même des couleurs vives et des motifs sur leurs ailes postérieures, sur l'abdomen, sur la face intérieure des pattes avant et sur certaines des pièces buccales. Pour ajouter, ces mantes peuvent également régurgiter un fluide foncé ou produire un sifflement en expulsant l'air de leurs stigmates abdominales. Si le harcèlement persiste, la mante peut frapper avec ses pattes avant et tenter de pincer ou mordre.
Certaines espèces nocturnes peuvent détecter l'écholocation produite par les chauves-souris par un organe récepteur situé sur leur thorax, appelé « oreille cyclopéenne ». Ces espèces changent leur comportement de vol à l'approche du prédateur potentiel. Elles cessent donc de voler horizontalement et commencer à amorcer une spirale descendantes vers la sécurité du sol, souvent précédée par une boucle aérienne ou une vrille,.
Les mantes, comme les phasmes, bougent leur corps de manière rythmée pour mieux se fondre dans la végétation qui bouge au gré du vent. La plupart d'entre elles font usage de leur coloration pour se fondre dans le feuillage ou le substrat. Certaines imitent à la perfection une feuille vivante ou flétrie, une branche, l'écorce d'un arbre, certaines fleurs et même la texture des pierres.

### Territorialité
Certaines espèces de mantes deviennent territoriales durant la période de reproduction. Dans les cas documentés, les protagonistes se mettent face à face et en position de défense. Elles peuvent garder cette position pendant plusieurs minutes, jusqu'à ce qu'une d'elles décide de s'éloigner. Dans certains cas, elles passent à l'affrontement.

### Régénération
Les mantes sont capables de régénérer des appendices perdus (pattes, antennes et cerques). Lorsque la perte se produit dans les premiers stades, l'appendice régénéré pourra atteindre pratiquement la même taille que les autres à l'âge adulte. De plus, chez la patte régénérée le tarse sera composé de quatre articles au lieu de cinq. Si la perte se produit à un stade de croissance plus avancé, l'appendice aura une différence de grosseur par rapport aux membres initiaux. La régénérescence des appendices se produit au moment de la mue; une patte perdue à l'âge adulte ne repoussera donc pas.

### Prédateurs naturels

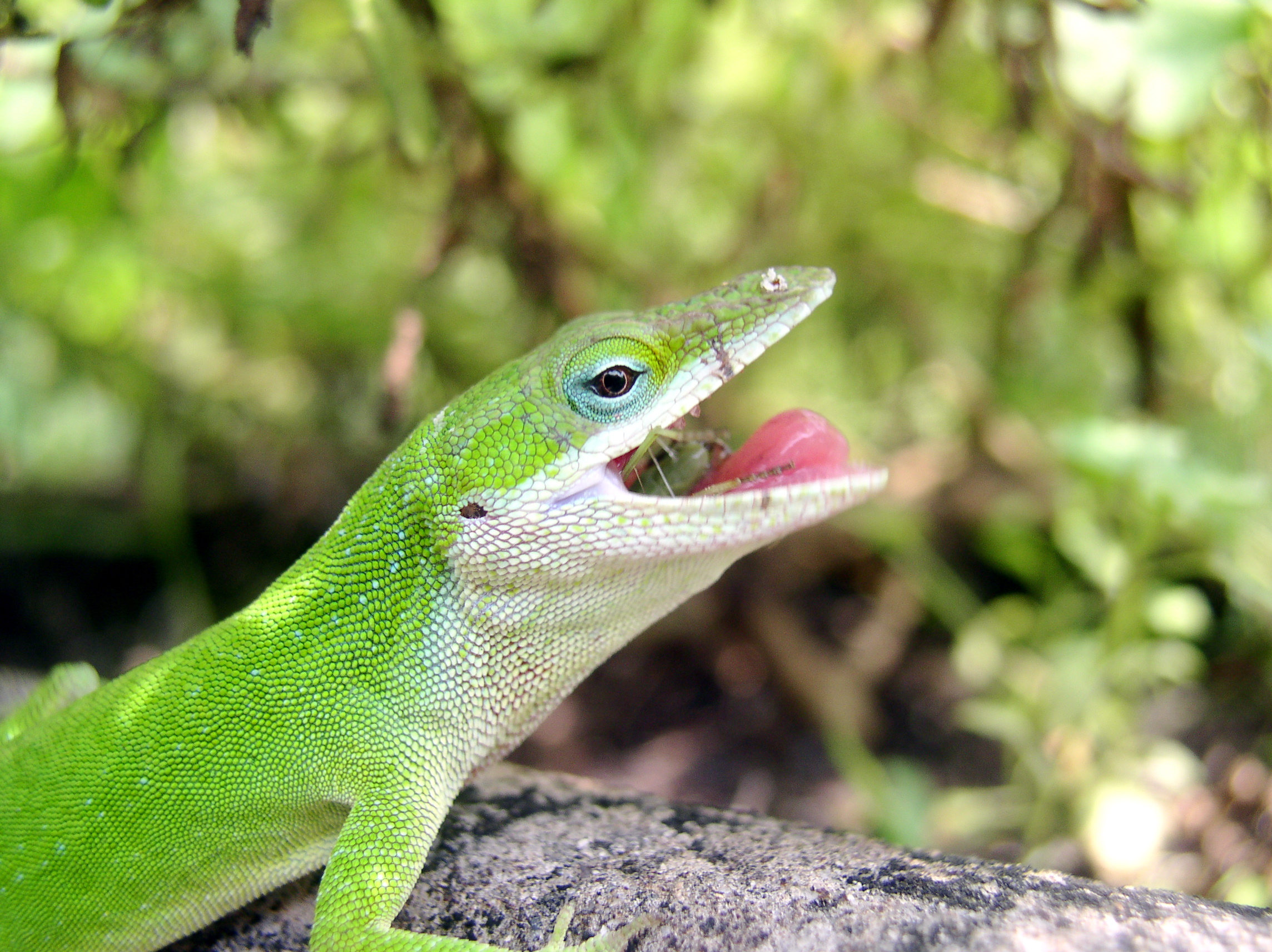
Lézard dévorant une mante.

Les mantes font partie de l'alimentation de plusieurs espèces animales qui partagent leurs habitats. On retrouve également des cas de prédation d'oothèque par des larves de dermeste, des grillons, des fourmis des oiseaux et caméléons. Les adultes et les nymphes sont également des prises pour plusieurs espèces d'animaux insectivores.

#### Parasitisme
L'oothèque n'est pas infaillible, il peut être proie au parasitisme par de petites guêpes. Les nymphes et les mantes adultes peuvent également se faire parasiter par des hyménoptères ou des mouches (Tachinidae ou certaines Sarcophagidae) parasitoïdes. Par exemple, l'entomologiste Brennan a décrit deux morts en captivité Orthodera novaezealandiae après leur avoir donné des mouches de l'espèce Sarcophaga crassipalpis. Dans les deux cas, des œufs ou des larves de la mouche ont survécu à l'ingestion et ont continué à se développer, dévorant les mantes vivantes.
Plusieurs espèces de mantes sont parasitées par des Nématodes Mermithidae et des Nématomorphes.

## Liste des familles
Selon Christian J. Schwarz (d) et Roger Roy en 2019
- Acanthopidae Burmeister, 1838
- Amelidae  Westwood, 1889
- Amorphoscelidae Stål, 1877
- Angelidae Giglio-Tos, 1927
- Chaeteessidae Handlirsch, 1920
- Chroicopteridae Giglio-Tos, 1915
- Coptopterygidae Giglio-Tos, 1915
- Dactylopterygidae Giglio-Tos, 1915
- Deroplatyidae Westwood, 1889
- Empusidae Burmeister, 1838
- Epaphroditidae Brunner von Wattenwyl, 1893
- Eremiaphilidae Saussure, 1869
- Galinthiadidae Giglio-Tos, 1919
- Gonypetidae Westwood, 1889
- Haaniidae Giglio-Tos, 1915
- Hoplocoryphidae  Giglio-Tos, 1916
- Hymenopodidae Giglio-Tos, 1915
- Leptomantellidae Schwarz & Roy, 2019
- Liturgusidae Giglio-Tos, 1919
- Majangidae Giglio-Tos, 1915
- Mantidae Latreille, 1802
- Mantoididae Giglio-Tos, 1919
- Metallyticidae Giglio-Tos, 1917
- Miomantidae Westwood, 1889
- Nanomantidae Brunner von Wattenwyl, 1893
- Photinaidae Giglio-Tos, 1915
- Rivetinidae Ehrmann & Roy, 2002
- Thespidae Saussure, 1869
- Toxoderidae Saussure, 1869

## Espèces introduites

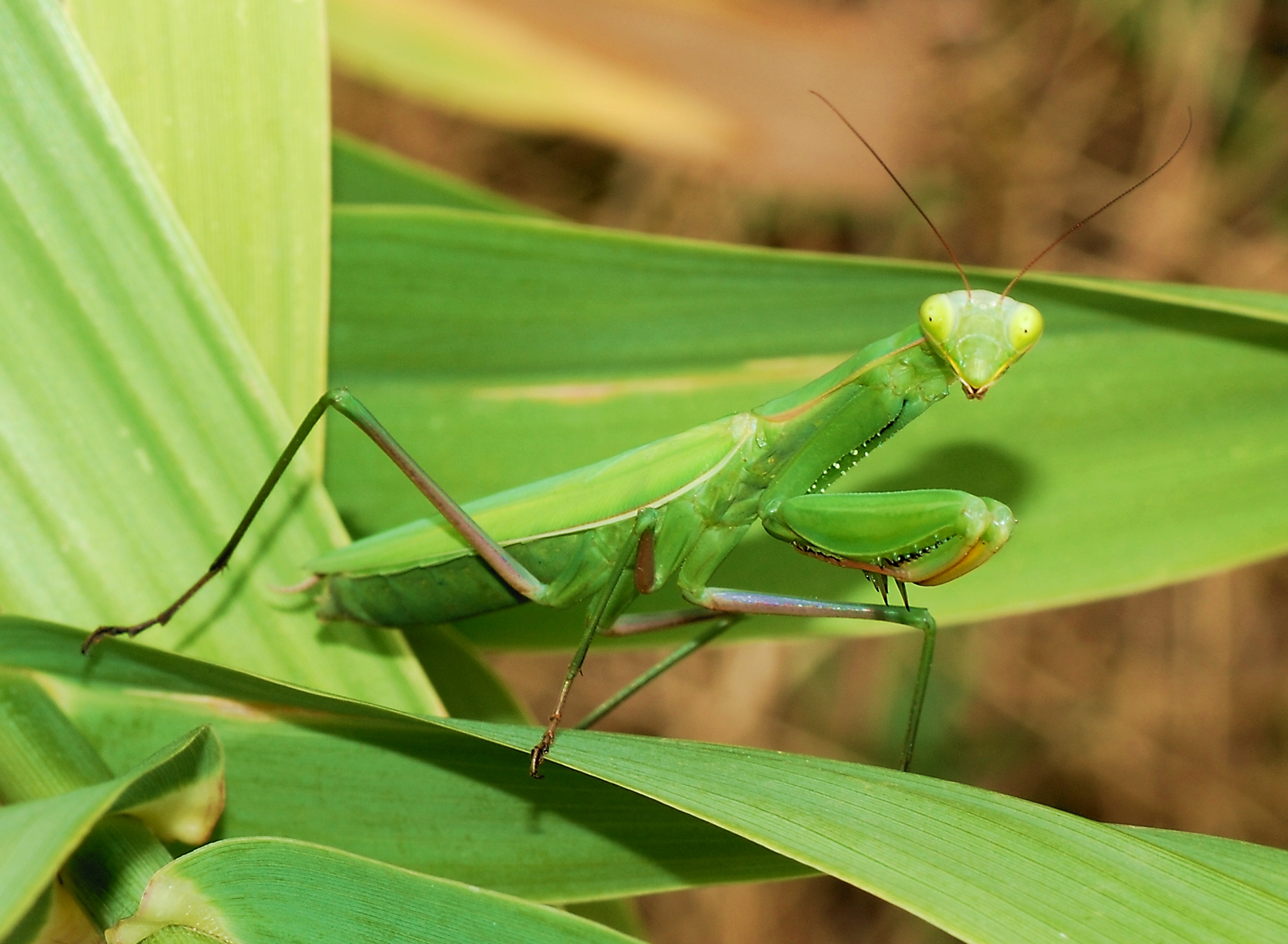
Mante religieuse (Mantis religiosa). Lisbonne, Portugal.

En Amérique du Nord, plus de vingt espèces sont indigènes aux États-Unis et une seule, Litaneutria minor est indigène au Canada. Deux espèces (la mante chinoise et la mante religieuse) ont été délibérément introduites pour servir d'agent de lutte en agriculture. Les espèces Tenodera angustipennis, Tenodera aridifolia et Iris oratoria ont toutes trois été accidentellement introduites aux États-Unis.
On retrouve une forte demande pour les espèces de mantes d'Asie, d'Afrique et d'Amérique du Sud dans les commerces d'animaux exotiques. De nombreuses espèces sont élevées en captivité à cette fin.

## Animal de compagnie

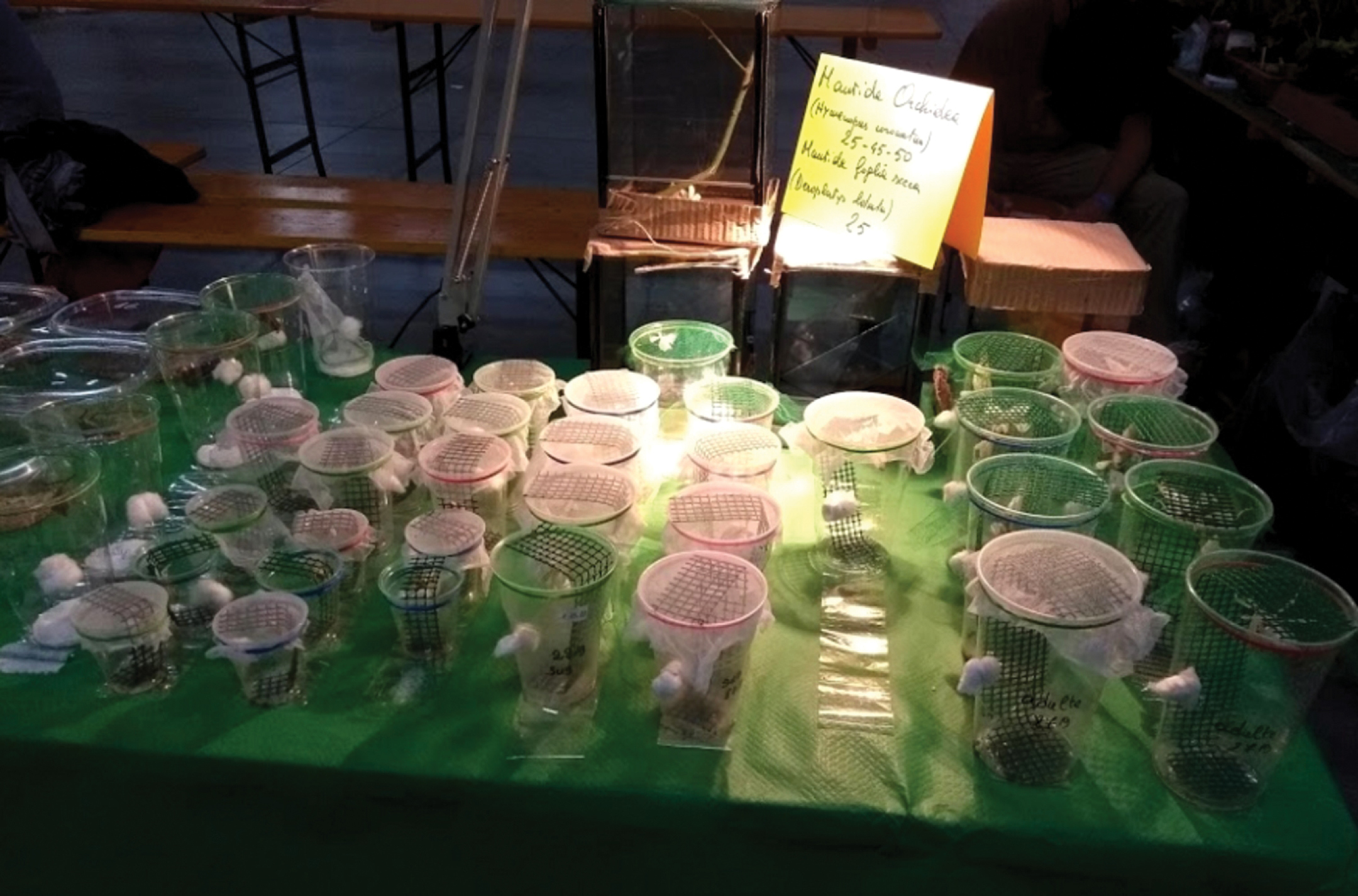
Mantes vendues dans un marché aux animaux exotiques en Italie.

Les Mantes ont récemment gagné en popularité en tant que nouveaux animaux de compagnie et sont de plus en plus souvent élevées ou collectées dans la nature pour être vendues sur les marchés d'animaux de compagnie ou sur internet que ce soit par des amateurs ou par des professionnels.
Il s'agit d'un marché de niche jeune et en évolution rapide qui n'est presque pas réglementé et est comparable à ceux de nombreux autres animaux exotiques. Les personnes concernées ont en majorité moins de 30 ans, les espèces préférées sont les plus colorées provenant des pays tropicaux et le prix considéré comme acceptable se situe entre 20 et 30 $ pour un adulte mais l'achat se fait également au stade oothèque, voire subadulte. En 2022, plus de 80 genres de mantes sont vendus et élevés, mais six d'entre eux sont particulièrement prisés : Hierodula, Phyllocrania, Creobroter, Sphodromantis, Mantis et Hymenopus.
La libération de ces espèces exotiques dans des habitats non indigènes semble être limitée alors que la récolte d'oothèques dans le milieu naturel pourrait avoir un impact significatif sur les populations locales de certaines espèces. C'est par exemple le cas d'Idolomantis diabolica, une des espèces les plus rares, les plus recherchées et les plus chères sur le marché. Cependant, en s'alliant aux scientifiques, la communauté d'amateurs de Mantes pourraient aussi être une source d'informations sur ces insectes dont la biologie et l'écologie sont mal connues.

## Références culturelles et mythologie

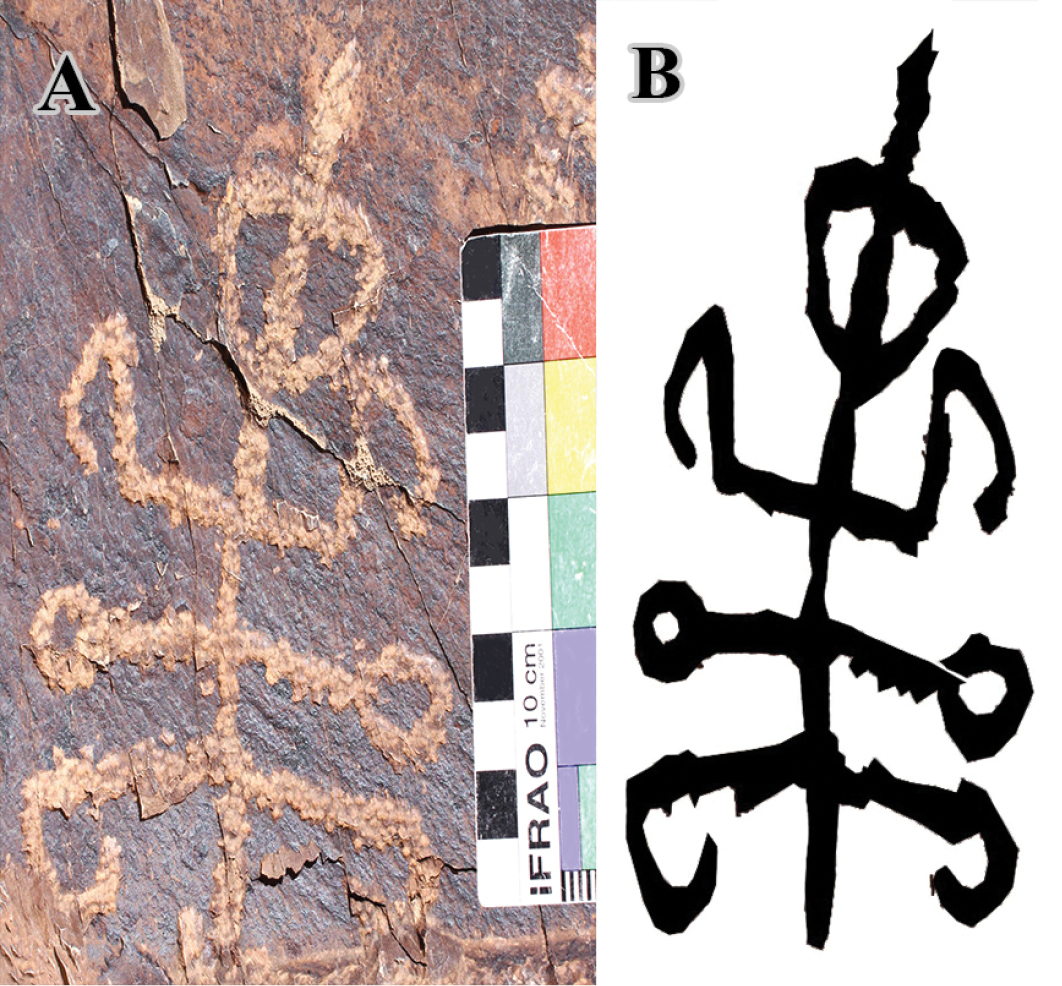
Pétroglyphe de 14 cm représentant une Empuse humanoïde découvert sur le site d'art rupestre de Teymareh, dans le centre de l'Iran. Il date de 4000 à 40000 ans avant le présent.